# Palacio del conde de Torrejón (Sevilla)
El palacio del conde de Torrejón es un edificio barroco del siglo XVIII con elementos anteriores de los siglos XV y XVI. Se encuentra ubicado en el casco antiguo de la ciudad de Sevilla (España), en la calle Conde de Torrejón.

## Historia
Primitivamente perteneció al mayorazgo que fue fundado por Juan Torres Ponce de León, posteriormente pasó a diferentes propietarios, como los marqueses de Valencina y condes de Torrejón. Su último dueños fueron los marqueses de la Motilla que realizaron considerables mejoras, pues el edificio había sido utilizado como almacén durante varias décadas.en los últimos 15 años había una escuela de danza, un estudio de música y un taller de restauración. En el año 2010 se hizo público un proyecto para rehabilitarlo y convertirlo en hotel de 4 estrellas.

## Descripción
La fachada principal es de gran extensión y de trazado sencillo. En el interior destaca el patio construido sobre columnas y bellas arquerías, así como la espaciosa escalera.
Se conservan en este inmueble diversos elementos de interés artístico como los bellos artesonados.